# Initial Records
Initial Records fue un sello discográfico independiente nacido en Louisville, Kentucky, en 1992. El sello lanzó música de bandas como Falling Forward, Boysetsfire, e Ink & Dagger.
Además, Rich realizó el festival anual "Krazy Fest", entre 1998 hasta 2003, el cual contó con bandas como Dashboard Confessional, AFI, Jimmy Eat World, Alkaline Trio, y The Dillinger Escape Plan.
Initial dejó de funcionar en 2004. El último lanzamiento fue un CD póstumo del grupo de hardcore By The Grace Of God, como beneficio para ayudar a pagar las facturas médicas de la escenógrafa local de Louisville, Adele Collins. La banda también tocó un espectáculo de reunión junto al lanzamiento.
En 2013, Alternative Press agregó sobre la trascendencia del sello: "Si bien se asocia en gran medida con Louisville, Kentucky, hardcore, Initial hizo más que cubrir (exhaustivamente) esa escena; se centró en el Medio Oeste, cubriendo bandas de Detroit, Chicago, Omaha y más".

## Bandas
| - Black Cross - Black Widows - Blood Red - Boysetsfire - Blue Sky Mile - Criteria - Despair - Elliott - The Enkindels - Falling Forward - Guilt - Harkonen - Helicopter Helicopter - Ink & Dagger - The Jazz June - Lords | - Blue Sky Mile - The Movielife - The National Acrobat - Pittbull - Planes Mistaken for Stars - The Reputation - Ricochet - Roy - Peter Searcy - Shipping News - Silent Majority - Slugfest - Ultimate Fakebook - The White Octave |